# Katawa Shoujo
Katawa Shoujo (japonsky かたわ少女, Katawa Šódžo) je vizuální román s prvky eroge od studia Four Leaf Studios. Vypráví příběh chlapce jménem Hisao, u kterého je objevena vrozená srdeční vada. Je přeložen na novou střední školu, kde potká několik spolužaček s různými tělesnými postiženími a začne s nimi vztah. Hra vznikla podle návrhu japonského dódžinši umělce Raita, který byl od roku 2007 rozvíjen skupinou nadšenců z imageboardu 4chan. Titul byl vydán 4. ledna 2012 zdarma. Šíří se oficiálně pomocí P2P sítí. Oficiální web je v češtině, hra samotná zatím lokalizaci nenabízí.

## Postavy

### Hisao Nakai
Hisao se dostal na několik měsíců do nemocnice poté, co utrpěl infarkt a byla u něj diagnostikována srdeční arytmie. Musí přejít na novou střední školu Yamaku, kde je pod zdravotním dohledem. Je zařazen do třídy 3-3 a ačkoli ze začátku má problém se se svou situací smířit, brzy si najde nové přátele.

### Emi Ibarazaki
I přesto, že má obě nohy amputované pod koleny, je Emi jedna z nejveselejších a nejlehkovážnějších dívek nejen ve škole, ale možná i na celém světě. Emi nepropadla zoufalství ani po nehodě, která ji stála obě její nohy, a spíše než jako překážku vidí své postižení jako dar, který jí umožnil vyniknout v běžeckém týmu.

### Hanako Ikezawa
Jako dítě utrpěla Hanako traumatickou zkušenost, která zanechala její život v troskách. Její otec zemřel při nešťastném požáru jejich domu a tento požár také Hanako navždy zohyzdil. Hanako je teď velice odtažitá a straní se ostatních lidí až do té míry, že začíná panikařit při jakékoli známce sociálního kontaktu. Její jedinou kamarádkou, které opravdu důvěřuje, je Lilly, která Hanako ochraňuje od té doby, co se navzájem poznaly.

### Lilly Satou
Lilly je nevidomá od narození, ale je velmi starostlivá, zodpovědná a přátelská – přesný protějšek Hanako, své nejlepší kamarádky, se kterou sdílí nejen téměř mateřský vztah, ale i spoustu volného času stráveného společně pitím čaje. Ve škole je pilnou studentkou, jejíž sebedůvěra jí pomáhá v roli předsedkyně třídy 3-2.

### Rin Tezuka
Jelikož má místo rukou jen pahýly kvůli vrozené vadě a následné operaci, používá Rin své nohy a občas ústa ke všemu, včetně malování. Rin ve škole nosí chlapeckou uniformu, protože kvůli jejímu postižení je pro ni obtížné nosit sukni. Rinina tvořivost se vyrovná jen jejímu smyslu pro filozofično: Rin se nestydí občas ztratit v myšlenkách a dát průchod abstraktním ideám o člověku, vesmíru a ostatních věcech.

### Shizune Hakamichi
Shizune je od narození hluchá a komunikuje pomocí znakové řeči. Se svou neústupností a silnou vůlí je Shizune vůdcovský typ. Je předsedkyní studentské rady a předsedkyní třídy 3-3. Její nejlepší kamadádkou je Misha, která pro Shizune překládá konverzaci do znakové řeči.

### Shiina “Misha” Mikado
Misha je Shiznunina tlumočnice a členka studentské rady. Misha je vždy veselá, má vlasy přebarvené narůžovo a snaží se Hisaa dostat do studentské rady.